# Eszterháza

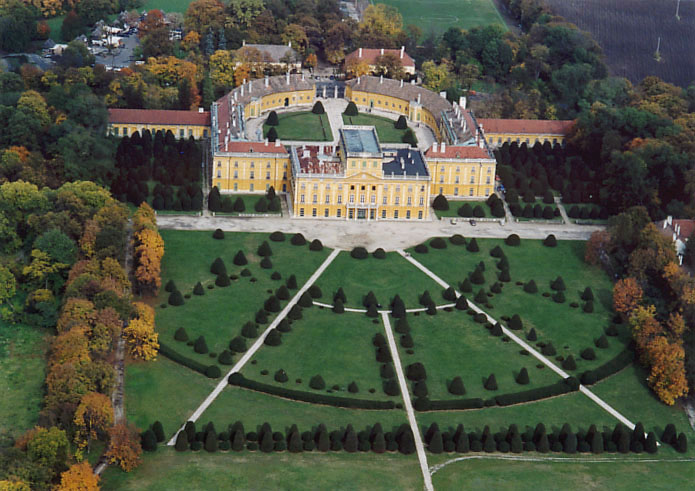
Fotografía aérea del Palacio Eszterháza.

Eszterháza es un palacio construido en Fertőd, Hungría, por el príncipe Nikolaus Esterházy. Ha sido llamado  frecuentemente el "Versalles húngaro", pues es el edificio de estilo rococó más importante de este país. En él vivió Joseph Haydn con su orquesta desde 1766 hasta 1790.

## Historia
Esterháza no era la casa ancestral de la familia Esterházy; ese título le correspondía al castillo de Esterházy, un palacio a unos 40 kilómetros, en Eisenstadt. Nikolaus Esterházy comenzó sus planes para un nuevo palacio no mucho después de convertirse en príncipe reinante en 1762 a la muerte de su hermano Paul Anton.  Antes, Nikolaus estaba acostumbrado a pasar gran parte de su tiempo en un pabellón de caza llamado Süttör, construido en el mismo lugar alrededor del año 1720 con un diseño de Anton Erhard Martinelli. El pabellón de caza fue el núcleo en torno al cual se construyó Esterháza.

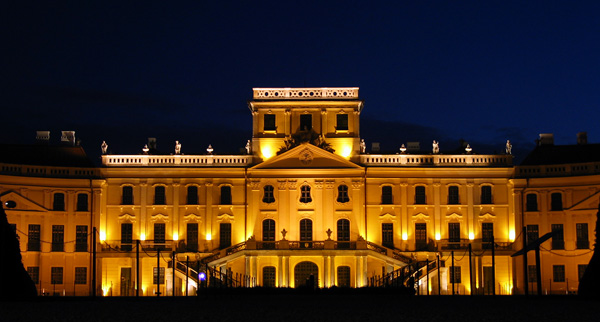
Vista nocturna.

El primer arquitecto que trabajó en el proyecto fue Johann Ferdinand Mödlhammer, a quien sucedió  Melchior Hefele en 1765.  El palacio es comparado a menudo con Versalles, que el príncipe había visitado en 1767, pero H. C. Robbins Landon considera que una influencia más directa puede encontrarse en "prototipos austriacos, particularmente el palacio de Schönbrunn en Viena."
El palacio costó al príncipe la suma de 13 millones de florines de oro, una cifra que Robbins Landon considera "astronómica".
Eszterháza fue estrenada en 1766, pero las obras siguieron durante muchos años. El teatro de ópera se acabó en 1768, la primera interpretación fue la ópera Lo speziale de Joseph Haydn y el teatro de marionetas se inauguró en 1773. La fuente en frente del palacio no se concluyó hasta 1784, momento en que el príncipe consideró que el proyecto estaba terminado.
Nikolaus Esterházy murió en 1790. Ni su hijo Anton, que heredó las tierras de los Esterházy, ni ninguno de sus sucesores posteriores tuvo interés en vivir en este aislado palacio.

## Ubicación
El palacio se construyó cerca de la orilla meridional del lago Neusiedl, en tierras pantanosas, un riesgo para la salud en aquella época. Robbins Landon señala que "fue una idea particularmente excéntrica por parte del príncipe Nikolaus elegir este lugar para un gran palacio. Posiblemente la existencia del palacio debía demostrar la superioridad de la "mente sobre la materia".

## Habitaciones
El palacio tiene 126 habitaciones. Destaca en particular el salón de banquetes, que tiene en el techo una pintura de Apolo en su carro. La enorme biblioteca comprende casi 22.000 volúmenes y está marcada con la letra 'E', por el apellido de la familia. La habitación más grande, la Sala Terrana, se asemeja a una cueva y fue inspirada por el estilo italianizante que en aquella época estaba de moda. En el techo hay ángeles danzantes que sostienen coronas de flores en forma de una 'E'.

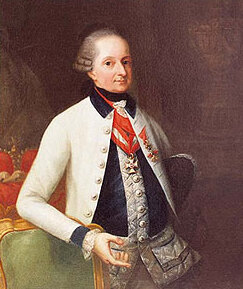
El príncipe Nikolaus Esterhazy, constructor de Esterháza.

## Haydn en Eszterháza
Desde 1766 hasta 1790, la finca fue la residencia del célebre compositor Joseph Haydn, quien vivió en un piso de cuatro habitaciones, en un gran edificio de dos plantas que constituía la residencia de los sirvientes, separada del palacio. Haydn escribió la mayoría de sus sinfonías para la orquesta del príncipe. Eszterháza también tenía dos teatros de ópera, el principal con 400 asientos, destruido por un incendio en 1779, y uno de marionetas; Allí dirigió óperas propias y de otros, a menudo con más de 100 actuaciones al año.
El palacio estaba aislado geográficamente, un factor que llevaba a la soledad y al tedio entre los músicos. Esto se observa en algunas de las cartas de Haydn a Maria Anna von Genzinger, así como en la famosa anécdota de la Sinfonía de los adioses.

## Escenario cinematográfico
En 2018, se utilizó como lugar de rodaje de la película K-12 de Melanie Martinez. Se utilizaron dos salas del edificio actual: los pasillos y el salón de banquetes.